# Enrique Carbel
Enrique Carbel (Efraín Enrique Ramón Francisco Pedro Javier Barbell, * 3. Dezember 1917 in Chamical; † 29. November 1945 in Buenos Aires) war ein argentinischer Tangosänger und –komponist.

## Leben und Wirken
Carbel wurde nach dem Besuch der Grundschule elfjährig zu seiner Großmutter nach Buenos Aires geschickt, um dort eine weiterführende Schule zu besuchen. Dort wurde er zufällig von dem Schauspieler Silvio Spaventa entdeckt, der mit seiner Frau Susy Kent die Show für Kinder Papel Picado bei Radio Mayo moderierte, für die er ihn engagierte. Bereits 1936 war er Sänger bei Radio Stentor, und im Folgejahr wechselte er zu Radio Belgrano. Er trat mit Musikern wie Hugo del Carril, Agustín Irusta, María de la Fuente, Oscar Alemán, Oscar Ugarte, Ciriaco Ortiz und dem Komikerduo Paquito Busto und Encarnación Fernández auf und besuchte als künstlerischer Botschafter des Senders Mendoza, Rosario und Mar del Plata. 
Als Refrainsänger nahm er 1937 mit Juan D'Arienzos Orchester den Tango Paciencia auf. Die Aufnahmen der Titel Charlemos und En un beso la vida mit ihm als Solosänger mit einer Gruppe unter Leitung von Horacio Salgán entstanden 1941. Im gleichen Jahr hatte er eine Rolle in Isidoro Navarros Film Fronteras de la ley an der Seite von Juan Sarcione, María de la Fuente und Enrique García Satur. 1943 nahm er beim Label Victor die Tangos Pobre Fanfán und A bailar auf; die Aufnahmen wurden jedoch nicht veröffentlicht. Nach kurzer schwerer Krankheit starb er im November 1945 kurz vor seinem 28. Geburtstag im Militärkrankenhaus von Buenos Aires.

## Kompositionen
- Sólo una vez (Text von Ricardo Olcese)
- Linda correntina (Text von Juan Sarcione)
- Mujer (Text von Víctor Álvarez)
- Noviecita (Text von Víctor Álvarez)
- Perdona mujer
- Alicia
- No hay nada que hacerle
- Risa cruel
- A mi Rioja (Text von Víctor Álvarez)